# Привілля (Черкаська селищна громада)
Приві́лля — село Черкаської селищної громади Краматорського району Донецької області, України. Населення становить 1458 осіб.

## Географія
Село Привілля знаходиться на лівому березі річки Сухий Торець. На протилежному березі розташований Майдан. Через село проходить автодорога Краматорськ — Барвінкове — Лозова та залізниця, станція Торецький.

## Економіка
Молочнотоварна ферма. Комплекс по відгодівлі свиней. Фермерські господарства. Плодово — ягідні плантації. Станція Бантишеве Донецької залізниці Піщаний кар'єр Дружківського рудоуправління. Філія підприємства «Меридіан» — хлібоприймальний пункт, маслоробний, майонезний цехи. Маслоробний цех ФГ «Олена». Значна кількість місцевого населення працює на машинобудівних заводах Краматорська.

## Історія та культура
Село засноване орієнтовно в 1840 році. Маєток пана Бантиша — досить передового за поглядами землевласника. Його стараннями на піщаних ґрунтах висаджені соснові ліси (існують і понині), розчищене русло річки Сухий Торець (нині заболочене), побудовані школи в навколишніх селах (нині зруйновані, останнє будівля старої школи в селі Майдан, відбудована в 1945 г, розібрана в 2009 р.). Розвитку села сприяло знаходження біля лінії залізниці, проведеної всупереч інженерним розрахункам по болотистій місцевості за наполяганням все того ж Бантиша, ім'ям якого і названа станція — Бантишеве.
З листопада 1917 року — під владою УНР.
З 29 квітня по 14 грудня 1918 року — в складі Української Держави.
Під час колективізації у селі було створено колгосп ім. Свердлова.

## Населення

### Мова
Розподіл населення за рідною мовою за даними перепису 2001 року:
| Мова            | Кількість | Відсоток |
| --------------- | --------- | -------- |
| українська      | 1387      | 95.13%   |
| російська       | 67        | 4.59%    |
| білоруська      | 3         | 0.21%    |
| інші/не вказали | 1         | 0.07%    |
| Усього          | 1458      | 100%     |

## Об'єкти соціальної сфери
- Будинок культури.
- Школа.
- 7 магазинів.
- ФАП.
- Кафе.

## Пам'ятки
- Пам'ятник воїнам, загиблим у німецько-радянську війну.
- Бантишівський бір. Ліс, насаджений паном Бантишем на безплідних посушливих піщаних ґрунтах. На узліссі за 200 м від ст. Бантишеве встановлено пам'ятний камінь про закладення бору.
- Музей народного побуту: експонати просто неба «селянська хата» (сільський будинок) і «млин» (млин) — на в'їзді в с. Прилісне з боку с. Майдан. Якщо бути точним — то цей музей відноситься до Прелесного.

## Транспорт і зв'язок
Залізнична станція — Бантишеве, на станції зупиняються електропоїзди напрямки Слов'янськ — Лозова. Найближча вузлова станція — Слов'янськ. Мається автобусне сполучення з районним центром Краматорськ.

## Уродженці
В селі народився Полоник Василь Петрович (нар. 1930) — український скульптор.